# Martin Siewert

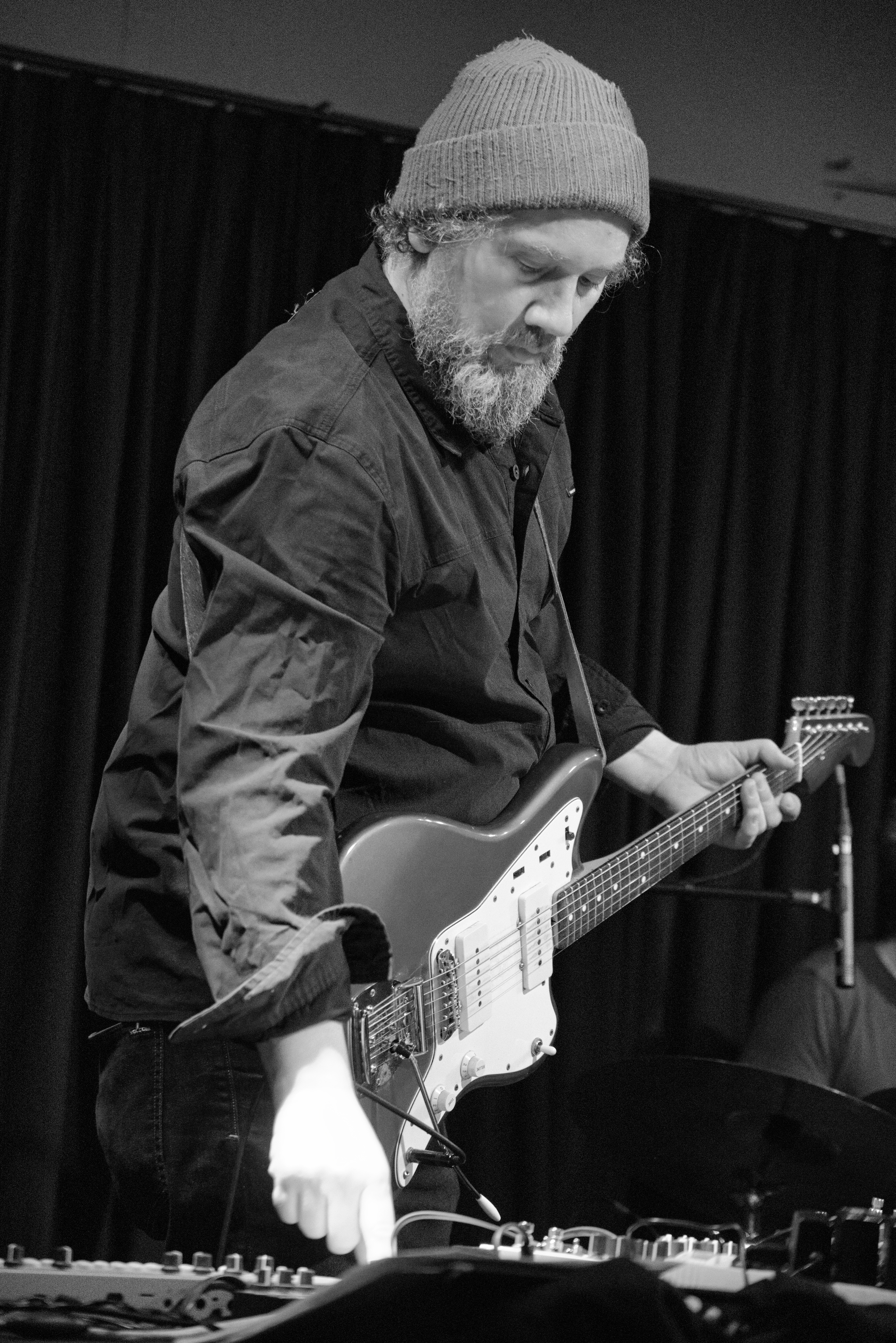
Martin Siewert mit Radian im Club W71, 2025

Martin Siewert (* 11. Mai 1972 in Saarbrücken) ist ein deutscher Jazz- und Improvisationsmusiker (Gitarre, Elektronik) und Filmkomponist, der in Wien lebt.

## Leben und Wirken
Siewert lebt seit dem Alter von zehn Jahren in Wien. Er studierte Gitarre an der Universität für Musik und darstellende Kunst Graz. Als Gitarrist begann er um das Jahr 1995 öffentlich aufzutreten, zunächst mit Herwig Gradischnig, Freier Fall, Franz Hautzinger und seiner eigenen Band Duckbilled Platypus. Mit dieser Band veröffentlichte er zwei Alben auf Extraplatte. Ungefähr zur gleichen Zeit wie andere Wiener Musiker auch (etwa Boris Hauf, Dieb13, Hautzinger, Werner Dafeldecker oder Helge Hinteregger) begann er sich vom Jazzidiom zu lösen und entwickelte einen abstrakten Sound auf der Gitarre. Bald gehörte er zu den Gruppen Efzeg (mit Burkhard Stangl und Hauf) und Komfort, in die er Dafeldecker, Hinteregger, Wayne Horvitz und Tony Buck einlud. In der Gruppe Trapist spielte er mit Joe Williamson und Martin Brandlmayr zusammen, in My Kingdom for a Lullaby mit Christof Kurzmann, Axel Dörner und Efzegs Videokünstler Billy Roisz. Auch spielte er mit dem Gitarrenquartett SSSD, zudem außer ihm Taku Sugimoto, Werner Dafeldecker und Burkhard Stangl gehörten; er trat weiter mit Oskar Aichinger, Christian Fennesz, im Duo mit Dieb 13 sowie mit den Comforts of Madness auf, aber auch mit Wolfgang Mitterer, Elliott Sharp, Franz Koglmann, Thomas Lehn, Karlheinz Essl, Briggan Krauss, Ken Vandermark, Michael Sarin, Jamaaladeen Tacuma, dem Kammerflimmer Kollektief, Steve Heather, Yannis Kyriakides, Georg Gräwe, Frank Gratkowski, Michael Vatcher oder dem Klangforum Wien. Mit Martin Brandlmayr und Manu Mayr bildet er die Band Radian. Daneben entstand Musik für Theater, Ballett und Film sowie zunehmend Remix-Aufträge und Klanginstallationen.

## Diskographische Hinweise
- Also (Katharina Ernst, Martin Siewert): Live in Celovec (Trost, 2020)
- Boris Hauf / Martin Siewert / Christian Weber / Steve Heather: The Peeled Eye (Shameless, 2016)
- Heaven and: Bye and Bye I’m Going to See the King (Staubgold, 2010, mit Steve Heater, Zeitblom, Tony Buck)
- Lucia Pulido, Christian Fennesz, Martin Siewert, Burkhard Stangl A Girl & a Gun [Soundtrack für einen Film von Gustav Deutsch, Single] (Interstellar Records, 2009)
- Christian Weber, Michael Moser, Hans Koch, Christian Wolfarth, Martin Siewert 3 Suits and a Violin (HatHut, 2006)
- No Need to Be Lonesome (Mosz, 2004)
- Efzeg Wuerm (Charhizma, 2003)
- Trapist Highway My Friend (HatHut, 2002, mit Martin Brandlmayr, Joe Williamson)
- SSSD: Home (Grob, 2002)
- Siewert / Horvitz / Dafeldecker / Hinteregger / Buck: Komfort (Charhizma, 2000)
- The Comforts of Madness: röhren (Charhizma, 1999, mit Uchihashi Kazuhisa, Stefan Aschböck, Helge Hinteregger)